# マズハブ
マズハブ（アラビア語: مذهب; 英語表記: Madhhab）はイスラーム法学派を指すアラビア語の術語。複数形はマザーヒブ（アラビア語: مذاهب）。
イスラーム初期の150年間、各地に多くの学派が形成され、預言者ムハンマドの教友ら自身によるものもあったと言われる。中でも著名なものはダマスカス、クーファ、バスラ、マディーナなどで、後にマディーナはマーリク法学派となり、イラクのものはハナフィー学派へと組織化された。あわせてシャーフィイー学派、ハンバル学派、ザーヒル学派などが形成される。またシーア派は、6代イマームのジャアファル・サーディクに名を取るジャアファル法学派という独自の学派を有する。
このうちスンナ派では特に以下の4学派を四大法学派とする（#スンナ派の四大法学派を参照）。しかしながらこれらの法学派は、一般的な意味における宗派ではなく、イスラーム史を通じて、相互にさまざまな交流・調和があった。
スンナ派の信徒は、4学派全てが正しい法的な指導を行っている、相違は信仰の基本にあるのではなく信徒が考えを従うイマームやウラマーといった法学者が行ったそれぞれ独立した理論の結果としての法の判断・解釈にある、と考えている。なぜならば、独立した法解釈の方法論が異なっているからであり、特定の事象に関しての判断が異なることも結果としてありうるからである。例えば、4学派の間では礼拝（サラート）の方法に関してわずかばかりであるが相違があるけれども、それにもかかわらずその相違は大きいわけではないので、それぞれの信徒はめいめいいずれかの学派の方法を選ぶのである。
全てのスンナ派の信徒がある特定の法学派の考え方を選んでいるわけではない。それは、ムスリムが少数派の国では特に顕著である。普段は、4大学派のいずれかの助言・指導を選択している。

## スンナ派の四大法学派

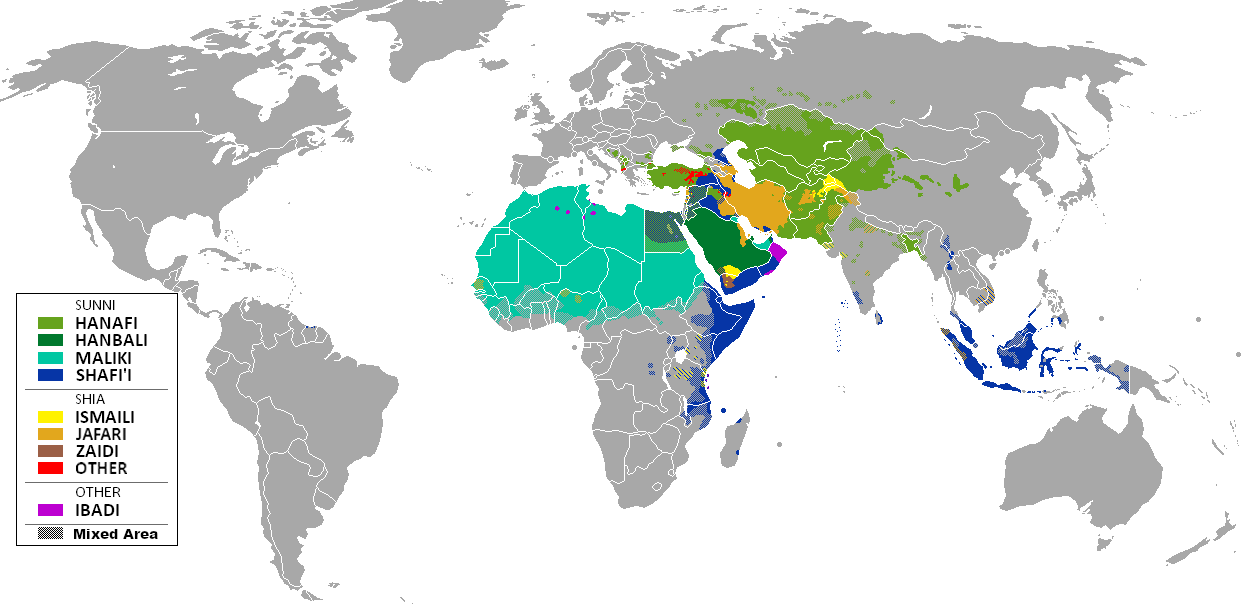
各学派の有力な地域
シャーフィイー学派
ハナフィー学派
ハンバル学派
マーリク学派

ハナフィー学派
現在のイラクに居住していたアブー・ハニーファを始祖とする学派。活動時期はムハンマドの没後さほど時を置いてのものではない。多くの師について学んだとされ、先述のシーア派イマーム、ジャアファル・サーディクもその一人といわれる。また、教友の一人マーリク・イブン・アナスと会っており、弟子（タービイーン）となっている。
マーリク学派
マーリク・イブン・アナスを始祖とする学派。彼はアブー・ハニーファに遅れてマディーナで生まれた。アブー・ハニーファより若年ではあったが同時期に生き、相互の学識に深い敬意を払いあったことは有名である。実際に、のちにハナフィー派の基礎を固めるアブー・ハニーファの弟子の一人はまたマーリクからも学んだのであった。
シャーフィイー学派
シャーフィイーを始祖とする学派。彼もまたアブー・ハニーファやマーリクに学んでおり、師への敬意は文書に残っている。
ハンバル学派
アフマド・イブン・ハンバルを始祖とする学派。彼はシャーフィイーに学んだ。シャーフィイー派とハンバル派の間には多くの類似点がある。
ワッハーブ派はハンバル学派に属している。